# دنیل ویت
دنیل ویت (انگلیسی: Daniel Veyt؛ زادهٔ ۹ دسامبر ۱۹۵۶) بازیکن فوتبال اهل بلژیک بود.
از باشگاه‌هایی که در آن بازی کرده‌است می‌توان به باشگاه فوتبال لوکرن اوست والاندرن و باشگاه فوتبال خنت اشاره کرد.
وی همچنین در تیم ملی فوتبال بلژیک بازی کرده‌است.